# Giuseppe Farinelli
Giuseppe Farinelli (Este, 7 de mayo de 1769 - Trieste, 12 de diciembre de 1836) es un compositor italiano conocido sobre todo por sus óperas. Su verdadero nombre de bautismo era Giuseppe Francesco Finco, pero a continuación adoptó el nombre Farinelli como reconocimiento hacia el célebre cantante.

## Biografía
Compositor dramático, maestro de capilla en Turín, comenzó sus estudios musicales bajo la dirección de un maestro llamado Lionelli, luego siguió en Venecia con Martinelli. Admitido a los 16 años, en el 1785, en el Conservatorio della Pietà dei Turchini en Nápoles, allí tuvo como maestros a Barbiella que le enseñó canto, recibió lecciones de Lorenzo Fago, para el acompañamiento y de Sala y luego de Tritto por la composición. Salió joven de esta escuela, se dedicó a la carrera teatral, y aunque se limitara a imitar el estilo de Cimarosa, obtuvo éxito en casi todas las ciudades de Italia para las que escribió. Tras superar el examen final del conservatorio, musicó su primera ópera, Il dottorato di Pulcinella, una comedia en dialecto napolitano. Desde este momento en poco puso en escena muchas óperas (por lo general de carácter cómico) que tuvieron enorme éxito. Tres años después fue el turno de las representaciones de su primer oratorio, Il regno del Messia.
Hacia el año 1810 elige Turín como su residencia habitual, como compositor libre profesional para el Teatro Regio, y allí se quedó hasta el año 1817. Pronto vivió un tiempo en Venecia. Tras el año 1819, dejó de escribir para el teatro y en el mismo periodo, fue elegido maestro de capilla en Trieste, donde murió el 12 de diciembre de 1836, después de haber trabajado como compositor y organista en la Catedral de San Giusto.

## Consideraciones sobre el artista
Como Nicolini, Mazzolini y la mayor parte de los compositores posteriores a Paisiello, Cimarosa y Guglielmi, Farinelli carece de originalidad, sus éxitos se deben principalmente a la buena disposición de las arias y de los números de conjunto, una cantilena natural que durante mucho tiempo ha encontrado el favor del público en Italia. Casi siempre es imitador, pero ha de reconocerse que su imitación es muy afortunada: se puede citar por ejemplo, el dúo que está inserto en Il matrimonio segreto y que durante mucho tiempo se consideró de Cimarosa. Su actividad operística finalizó bruscamente con el advenimiento de Gioachino Rossini. Fue también el autor de diversa música instrumental y sagrada, acciones alegóricas y fiestas teatrales.

## Obras
Óperas
- Il dottorato di Pulcinella (1792)
- L'uomo indolente (1795)
- Il nuovo savio della Grecia (1796)
- Amore e dovere (1797)
- Seldano, duca degli Svedesi (1797)
- Antioco in Egitto (1798)
- L'amor sincero (1799)
- L'amor sincero (1799)
- Annetta o La virtù trionfa (1800)
- Bandiera d'ogni vento o sia L'amante per forza (1800)
- Il Conte Rovinazzo (1800)
- La muta per sempre (1800)
- Una cosa strana o Amor semplice (1800)
- Todero Fabro (1800)
- Teresa e Claudio (1801)
- Giulietta ossia Le lagrime di una vedova (1802)
- Il Cid delle Spagne (1802)
- La Pulcella di Rab o Rullo e Dallaton (1802)
- Pamela (1802)
- Chi la dura la vince (1803)
- La caduta della nuova Cartagine (1803)
- Un effetto naturale (1803)
- Il ventaglio (1803)
- I riti di Efeso (1803)
- L'inganno non dura (1804)
- Oro senza oro o siano Le follie amorose (1804)
- La tragedia finisce in commedia (1804)
- Il pranzo inaspettato (1804)
- Odoardo e Carlotta (1804)
- La vergine del sole (1805)
- Il finto sordo (1805)
- La locanda dell'amore (1805)
- Stravaganza e puntiglio (1806)
- Attila (1806)
- Ines de Castro (1806)
- Il testamento o Seicentomille franchi (1806)
- L'amico dell'uomo (1806)
- Climene (1807)
- Calliroe (1808)
- La finta sposa ossia Il Barone burlato (1808)
- Il colpevole salvato dalla colpa (1809)
- L'incognita (1809)
- L'arrivo inaspettato (1810)
- La terza lettera ed il terzo martinello (1810)
- La contadina bizzarra (1810)
- Non precipitare i giudizi ossia La vera gratitudine (1810)
- Annibale in Capua (1810)
- Amor muto (1811)
- Idomeneo (1812)
- Ginevra degli Almieri (1812)
- Lauso e Lidia (1813)
- Il matrimonio per concorso (1813)
- Caritea regina di Spagna (1814)
- Scipione in Cartagena (1815)
- Vittorina (1815)
- Il vero eroismo ossia Adria (serenata, 1815)
- Zoraide (1816)
- La Chiarina (1816)
- Ser Durando opera buffa (1816-1817)
- La Donna di Bessarabia (1817)
- Lo sprezzatore schernito (pastiche, 1816)
- L'osteria della posta (1830)

Musica sacra
- Messa in re a 4 voci
- Messa in re a 5 voci
- Messa a 2 e 3 voci
- Messa pastorale a 4 voci
- Messa pastorale in sol a 2 voci
- Dixit in do a 2 voci
- Dixit in re a 4 voci
- Te Deum in la a 4 voci
- Te Deum in re a 2 voci
- Responsori di S. Antonio a 4 voci
- Laudate pueri a 4 voci
- Credo a 2 voci
- Miserere a 4 voci
- Improperia per il venerdì santo a 4 voci
- Stabat Mater a 2 voci
- Tobias, oratorio